# Lijst van afleveringen van Prison Break (seizoen 3)
Dit artikel gaat over het derde seizoen van de Amerikaanse televisieserie Prison Break. Het seizoen ging in première op 17 september 2007 in de Verenigde Staten en liep tot 18 februari 2008.

## Staking scriptschrijvers
Door de staking van scenaristen bestaat dit seizoen uit 13 afleveringen. Dit in tegenstelling tot seizoen 1 en 2 die beide uit 22 afleveringen bestaan. Seizoen 4 telt weer 22 afleveringen.

## Personages seizoen 3

### Hoofdpersonages
| Personage                | Acteur           |
| ------------------------ | ---------------- |
| Lincoln Burrows          | Dominic Purcell  |
| Michael Scofield         | Wentworth Miller |
| Alexander Mahone         | William Fichtner |
| Fernando Sucre           | Amaury Nolasco   |
| Brad Bellick             | Wade Williams    |
| Theodore "T-Bag" Bagwell | Robert Knepper   |
| James Whistler           | Chris Vance      |
| Sofia Lugo               | Danay Garcia     |
| Lechero                  | Robert Wisdom    |
| Gretchen Morgan          | Jodi Lyn O'Keefe |

### Terugkerende personages
| Personage                  | Acteur              |
| -------------------------- | ------------------- |
| L.J. Burrows               | Marshall Allman     |
| Generaal Krantz            | Leon Russom         |
| Tracy McGrady              | Carlo Alban         |
| Charles "Haywire" Patoshik | Silas Weir Mitchell |

## Synopsis
Michael, T-Bag, Bellick en Mahone zitten onder erbarmelijke omstandigheden vast in een gevangenis in de Panamese stad Sona. Lincoln probeert zijn broer uit de gevangenis te krijgen terwijl er druk op hem wordt gezet door Susan B. Anthony, die wil dat ze een "Whistler" uit de gevangenis laten ontsnappen, anders zullen LJ en Sara om het leven gebracht worden. The Company lijkt ook hier opnieuw achter te zitten.

## Afleveringen
Het seizoen bestaat uit afleveringen van ongeveer 43 minuten, reclame niet meegerekend.
In België werden de afleveringen van het derde seizoen van Prison Break in maart/april 2008 uitgezonden. In Nederland ging het derde seizoen in de herfst 2007 in première.
| Aflevering | Schrijver                     | Regie            | Uitzenddatum VS   | Uitzenddatum NL  | Uitzenddatum BE |
| --- | ----------------------------- | ---------------- | ----------------- | ---------------- | --------------- |
| 1. Orientación | Paul T. Scheuring             | Kevin Hooks      | 17 september 2007 | 11 oktober 2007  | 16 maart 2008   |
| Scofield, Mahone, T-Bag en Bellick zitten samen in een gevangenis die "Sona" genoemd wordt. Binnenin de gevangenis zijn geen bewakers. De gevangenen zijn op zichzelf aangewezen. Als er problemen zijn tussen gevangenen, kunnen ze die op maar één manier oplossen, door middel van een gevecht op leven en dood. Michael wordt uitgedaagd door een gevangene omdat die denkt dat Michael drugs gestolen heeft en het onder zijn matras verstopt heeft. Lechero is de baas. Hij maakt de regels, maar heeft zelf de drugs onder Michaels matras gelegd, omdat hij een hekel aan hem heeft. Michael wil de man niet vermoorden in 'de battle', Mahone komt uiteindelijk tussenbeide. Hij vermoordt de gevangene in plaats van Michael. Normaal gezien mag een andere gevangene niet tussenbeide komen maar omdat een van de regels verbroken werd (een wapen werd in de strijd gegooid) zag Mahone dit als een uniek moment om zelf maar de gevangene te vermoorden. Bellick heeft in opdracht van Whistler een briefje in zowel Michaels zak als de zak van zijn tegenstander gedaan om zo een geheime boodschap de gevangenis uit te krijgen. Mahone weet dat hij Michael nodig heeft om te kunnen ontsnappen. Bellick heeft geen geluk in de gevangenis, hij moet allerlei vieze klusjes opknappen in de gevangenis samen met een "vriend" van hem die er al een week zo behandeld wordt. Uiteindelijk is zijn vriend het beu en ontsnapt hij uit de gevangenis waar hij buiten neergeschoten wordt door cipiers. Bellick ontdekt ook in een van de kelders waar hij moest werken, dat achter een muur een man gevangen zit. T-Bag heeft meer geluk, Lechero mag hem wel en geeft hem diverse klusjes in ruil voor een zachte behandeling. Lincoln ontdekt dat zijn zoon LJ ontvoerd is. Ook Sara is bij de ontvoering betrokken. Later blijkt dat Michael niet zomaar uit de gevangenis weg kan. In ruil voor LJ en Sara eisen de ontvoerders de ontsnapping van een medegevangene van Michael, Whistler. Titelverklaring "Orientacion" slaat op de introductie die Scofield, Mahone en Bellick krijgen in de gevangenis van Lechero, die als de baas van de gevangenis wordt gezien. |                               |                  |                   |                  |                 |
| Aflevering | Schrijver                     | Regie            | Uitzenddatum VS   | Uitzenddatum NL  | Uitzenddatum BE |
| 2. Fire/Water | Matt Olmstead                 | Bobby Roth       | 24 september 2007 | 18 oktober 2007  | 16 maart 2008   |
| Michael zoekt naar Whistler door middel van een briefje dat Bellick in zijn zak achterliet. Michael ontdekt Whistler in het riool, waar hij zich verbergt voor de moord op de zoon van de burgemeester van Panama City. Iedereen die Whistler om het leven brengt wordt na de berechting hoogstwaarschijnlijk vrijgelaten, waardoor Bellick en Mahone alles op alles zetten om hem te pakken te krijgen. Sucre reist af naar Sona en bedreigt Bellick met zijn pistool om de locatie van Maricruz te eisen. Bellick legt uit dat Maricruz gewoon nog in leven is en waarschijnlijk in Chicago is. Sucre besluit meteen naar Chicago te reizen. Onderweg naar de bus komt hij Lincoln tegen, die hem aanraadt hier te blijven om Maricruz en de baby niet in gevaar te brengen. In de Verenigde Staten is Sucre immers nog steeds een voortvluchtige. Sucre besluit na twijfelen Lincolns raad op te volgen. Lincoln heeft het briefje over Whistler inmiddels te pakken. Met het briefje opent hij een kluis waaruit hij een vogelgids haalt. Bellick heeft nog steeds geen geluk in de gevangenis, hij kan als "onaanraakbare" geen voedsel en kleding krijgen. Hij probeert bij Lechero voedsel en kleding te krijgen in ruil voor informatie over Whistler, die hij kreeg door een gesprek van Michael eerder. Michael ziet Bellick met eten lopen en merkt dat er wat aan de hand is. Hij daalt af in het riool op zoek naar Whistler, maar die is al weggesleept door Mahone die hem ook al heeft gevonden. Hij sleept Whistler uit het riool en neemt hem mee naar Lechero. Michael merkt dat hij Lechero weinig te bieden heeft, en doet een laatste poging om indruk bij hem te maken. Hij maakt een bom en steekt hem aan in het waterleidingsstelsel, waardoor er weer genoeg water in de gevangenis is. Lechero is onder de indruk en laat Whistler op verzoek van Michael leven. Whistler bedankt Michael en vraagt aan hem hoe ze zullen ontsnappen. Michael antwoordt dat hij geen idee heeft. Titelverklaring Fire/Water slaat op het vuur dat ontstond toen Michael een bom in het waterleidingsstelsel liet ontploffen. |                               |                  |                   |                  |                 |
| Aflevering | Schrijver                     | Regie            | Uitzenddatum VS   | Uitzenddatum NL  | Uitzenddatum BE |
| 3. Call Waiting | Zack Estrin                   | Milan Cheylov    | 1 oktober 2007    | 25 oktober 2007  | 23 maart 2008   |
| Mahone krijgt te horen van zijn advocaat dat hij volgend jaar juni voor de rechter mag komen. Ondertussen moet Michael Whistler helpen ontsnappen uit de gevangenis, maar heeft nog steeds geen idee hoe hij dat moet doen. Wel wordt duidelijk waarom the Company zo in Whistler geïnteresseerd is. Hij heeft tijdens zijn vis-reizen weleens een bioloog meegenomen. The Company wil graag weten waar hij die bioloog heen heeft gebracht. Om hierachter te komen, heeft hij die vogelgids nodig, waar al zijn reiscoördinaten in staan. Op de vlucht voor the Company en na een gevecht in een bar is hij in Sona terechtgekomen. Michael vraagt aan Lincoln om Sara en LJ zo snel mogelijk te bevrijden, voor het geval hij Whistler niet binnen een week kan bevrijden. Michael wil Sara aan de telefoon krijgen. Hij chanteert T-Bag om de mobiele telefoon van Lechero te bemachtigen. Het lukt Sara een aantal aanwijzingen door te geven over haar locatie. Michael geeft de aanwijzingen door aan Lincoln, die na een puzzeltocht het gebouw ontdekt waar LJ en Sara gevangenzitten. Lincoln doet een verwoede poging Sara en LJ te bevrijden, maar de gijzelnemers gaan er met hen vandoor. Lincoln wordt gewaarschuwd dit soort dingen niet meer te proberen en er staat een cadeautje voor hem in de kelder van het hotel. Lincoln loopt naar beneden, ziet een bebloede doos staan, en maakt hem open... Titelverklaring Call Waiting omdat Michael wacht of hij Sara binnen tijd aan de lijn kan krijgen |                               |                  |                   |                  |                 |
| Aflevering | Schrijver                     | Regie            | Uitzenddatum VS   | Uitzenddatum NL  | Uitzenddatum BE |
| 4. Good Fences | Nick Santora                  | Michael Switzer  | 8 oktober 2007    | 1 november 2007  | 23 maart 2008   |
| Michael ontwikkelt een eerste plan en is begonnen aan zijn tocht om dit plan te doen slagen. Michael betrekt Mahone hierbij en ongewild ook Bellick. Hij spreekt de jongeman aan in Sona en vraagt hem nogmaals om een gunst. Deze keer heeft hij het kruisje nodig van de jongen. Deze gebruikt hij om de elektriciteit uit te schakelen. Terug in de buitenwereld is Lincoln nog steeds aan het bekomen van zijn gruwelijke ontdekking van de bebloede doos. Deze bevatte namelijk het hoofd van Sara. Geschokt keert hij met een brok in zijn maag terug naar Michael. Michael is zo vol van zijn plan dat Lincoln het niet over zijn hart verkrijgt om het trieste nieuws te vertellen. Hij overhandigt Lincoln een briefje voor de grafdelver. Terug in de gevangenis valt plotseling de elektriciteit uit. Lechero stapt radeloos naar Michael met de vraag of hij hem niet kan helpen met het probleem. In ruil voor een nieuwe cel, gaat Michael hem helpen. Ze trekken naar buiten, het zogenaamde 'no-man's-land', en fiksen het probleem. Bellick had echter het gesprek van Mahone en Micheal gehoord en heeft nu gezien dat Michael iets begroef. Hij gaat klikken bij Lechero. Deze begint Michael wat te wantrouwen en gaat op onderzoek uit. Bellick beweerde immers op z'n leven dat hij iets begraven had, maar Michael liet het zo overkomen dat het leek alsof het alleen een elektriciteitskabel met ducttape was. Bellick lijkt ten dode op geschreven. Lechero is nog niet 100% overtuigd van de onschuld van Michael en daalt met hem mee af naar de hoofdschakelijk om de zekering terug aan te zetten. In feite moet Michael gewoon het kruisje eruit halen, maar dat gaat niet met Lechero in de buurt. Door een flink paar klappen komt hij in de buurt van de schakelaar waardoor hij ongemerkt het kruisje kan verwijderen. De elektriciteit is terug. Ondertussen is T-bag weer op zijn moordzuchtige toer en weet zich een plaatsje hoger te plaatsen op de sociale ladder. Hij wordt Lechero z'n rechterhand. Mahone gelooft niets van Michaels goede bedoelingen om hem mee te nemen in zijn ontsnapping en krijgt een opkikkertje van T-Bag. Na dit opkikkertje bedreigt hij Michael met de dood als hij hem niet meeneemt. Ondertussen gaat Michaels geniale plannetje gewoon door. Een oude vriend, Sucre, helpt hen van buitenaf door als grafdelver te spelen. Er komt een gat in de beveiliging van de gevangenis Sona. Titelverklaring Good Fences slaat op het feit dat Sucre aan het einde van de aflevering de omheining van Sona besproeit met een vloeibare chemische stof, wat onder hoge spanning een gat in de omheining veroorzaakt. |                               |                  |                   |                  |                 |
| Aflevering | Schrijver                     | Regie            | Uitzenddatum VS   | Uitzenddatum NL  | Uitzenddatum BE |
| 5. Interference | Karyn Usher                   | Karen Gaviola    | 22 oktober 2007   | 8 november 2007  | 30 maart 2008   |
| Michael moet morgen met Whistler ontsnappen. Aangezien er 's nachts met militaire jeeps rondom de gevangenis wordt gereden moeten ze overdag ontsnappen. Michael, Whistler en Mahone blijven op de uitkijk staan om zwakten te vinden bij de bewakers, zodat ze daar bij de ontsnapping morgen gebruik van kunnen maken. Michael wil morgen met een magnetron een EMP genereren om de bewakers af te leiden. Michaels verrekijker wordt echter opgemerkt door de bewaking buiten, waarna alle gevangenen naar de binnenplaats geroepen worden. Michael geeft toe dat de verrekijker in zijn cel lag, maar Whistler helpt hem uit de brand door te zeggen dat hij de kijker gebruikte voor het onderzoeken van vogels. Met zijn vogelboekje weet hij die smoes te onderbouwen. Michael komt er goed vanaf, maar zijn cel is wel op slot gedaan, waar alle hulpmiddelen voor de ontsnapping liggen. Ondertussen komt er een nieuwe Amerikaan in de gevangenis, Andrew Tyge, die meent Whistler te herkennen uit Frankrijk. |                               |                  |                   |                  |                 |
| Aflevering | Schrijver                     | Regie            | Uitzenddatum VS   | Uitzenddatum NL  | Uitzenddatum BE |
| 6. Photo Finish | Seth Hoffman                  | Kevin Hooks      | 5 november 2007   | 15 november 2007 | 30 maart 2008   |
| Michael dreigt te stoppen met de ontsnapping tenzij bewijs krijgt dat pleit voor het in leven zijn van Sara. Tyge wordt vermoord in het trappenhuis en Whistler krijgt hiervan de schuld van Lechero, totdat Michael een bebloed mes onder het bed van Mahone vindt. Mahone wordt echter uitgewisseld naar St. Louis in Amerika in verband met een onderzoek in de zaak van President Reynolds. Lincoln vertelt uiteindelijk aan Michael dat Sara vermoord is. Michael geeft Whistler hiervan de schuld en daagt Whistler midden in Sona uit voor een gevecht. |                               |                  |                   |                  |                 |
| Aflevering | Schrijver                     | Regie            | Uitzenddatum VS   | Uitzenddatum NL  | Uitzenddatum BE |
| 7. Vamonos | Zack Estrin & Kalinda Vazquez | Vincent Misiano  | 5 november 2007   | 22 november 2007 | 6 april 2008    |
| Om alle gevangenen in Sona op de binnenplaats te krijgen, gaat Michael een gevecht aan met Whistler. Iedereen verzamelt zich hier, en beide mogen een kwartier privéspullen bij elkaar zoeken. Ze gooien een zelfgefabriceerd net uit het raam en klimmen naar beneden. De ene bewaker raakt inderdaad verdoofd na het drinken van zijn koffie, maar de "verblind-truc" werkt niet, omdat al snel de wolken weer voor de zon verschijnen. Om te voorkomen dat ze gezien en vermoord worden, klimmen ze weer omhoog en halen het touw binnen. Vervolgens worden ze gedwongen tegen elkaar te vechten. Ondertussen valt het net weer omlaag en een bewaker ziet dat. Hij slaat alarm, waarna de bewakers Sona betreden en een van Lechero's mannen neerschieten. Kolonel Escamilla is boos op Lechero, omdat hij zijn mannen niet in het gareel kan houden en twijfelt aan Lechero's geschiktheid. Ondertussen is de spanning ook buiten de gevangenis aanwezig. Sofia houdt Lincoln onder schot en opnieuw is LJ's leven in gevaar. Als Suzan B. Anthony hoort dat de ontsnapping is mislukt, neemt ze LJ weer mee. Lincoln wil zijn zoon bevrijden, maar ligt op achterstand. Dan veroorzaakt Sucre een auto-ongeluk waardoor de bus met onder andere Suzan en LJ op Sucres auto botst. Lincoln gijzelt Suzan en wil haar ruilen voor LJ, maar dat mislukt. Vervolgens vraagt hij Suzan om nog een kans. Verder is Mahone nerveus over zijn rechtszaak. Nadat Sullins eerst wat problemen had met de Panamezen, wordt uiteindelijk alles opgelost. Morgen zal de zaak plaatsvinden. Mahone, die zelfs zijn oud-collega Lang ervan verdacht hem erin te luizen, wordt boos en zegt dat zijn rechtszaak per se nog dezelfde dag plaats moet vinden. Michael wordt meegenomen naar Lechero door zijn mannen, deze stuurt ze weg en is dus alleen met Michael. Na eerst gevraagd te hebben of Michael heeft geprobeerd uit te breken, zegt hij hem dat hij moet uitbreken, en wel met Lechero erbij. De aflevering eindigt als Whistler en Suzan (Gretchen) een geheime ontmoeting hebben in het bezoekgedeelte. Het blijkt dat er een plan gaande was en Whistler zegt dat hij nog 4 dagen nodig heeft. Zonder dat de twee het weten, ziet Michael dit vanuit zijn cel. Titelverklaring Vamonos is Spaans voor "we gaan", wat slaat op het feit dat Michael en Whistler beginnen aan hun ontsnapping. |                               |                  |                   |                  |                 |
| Aflevering | Schrijver                     | Regie            | Uitzenddatum VS   | Uitzenddatum NL  | Uitzenddatum BE |
| 8. Bang and Burn | Nick Santora                  | Bobby Roth       | 12 november 2007  | 29 november 2007 | 6 april 2008    |
| Lechero laat aan Michael en Whistler een ingestorte tunnel onder Sona zien. Dit is een mogelijke ontsnappingsroute. Lincoln moet uit de weg worden geruimd, samen met Sofia en Sucre. Die poging mislukt. Lincoln werd gewaarschuwd door Michael met een code uit hun jeugd. Whistler is niet wie hij zei dat hij was. Via een helikopter probeert hij te ontsnappen, maar Michael heeft het door en verhindert dit. Het wordt een CHAOS. Michael wordt verdacht van het organiseren van de ontsnapping. De echte baas boven de Kolonel die zaken doet met Lechero zegt tegen hem dat dit de tweede ontsnappingspoging is sinds Michael er zit, en Michael wordt verwijderd uit Sona. Titelverklaring "Bang and burn" is de naam van de missie die The Company uitvoert om Wistler uit de gevangenis te bevrijden. |                               |                  |                   |                  |                 |
| Aflevering | Schrijver                     | Regie            | Uitzenddatum VS   | Uitzenddatum NL  | Uitzenddatum BE |
| 9. Boxed In | Karyn Usher                   | Craig Ross       | 14 januari 2008   | 28 oktober 2008  | 13 april 2008   |
| Michael wordt uit Sona gehaald en in een kooi gestoken met de gloeiend hete Panama-zon op zich. Uiteindelijk beslist hij om de "gevangenisdirecteur" in te lichten over Whistler, LJ en het feit dat Michael moet ontsnappen. Whistler ontsnapt aan foltering en vertelt de naam van Susan B. aan de agent. Ze arresteren haar en ondervragen haar. Zij vertelt de schuilplaats van LJ en eenmaal daar aangekomen vermoordt ze de chauffeur en gevangenisdirecteur. Bellick, die voor zijn leven moest vechten, wint het gevecht dankzij een verdovend middel op de lap rond zijn hand te doen, maar T-Bag ontdekt dit. Michael en Whistler worden terug naar de gevangenis gebracht. De ontsnapping komt nu steeds dichterbij. Titelverklaring "Boxed In" slaat op het Engelse woord 'box', waarin Michael zit opgesloten. |                               |                  |                   |                  |                 |
| Aflevering | Schrijver                     | Regie            | Uitzenddatum VS   | Uitzenddatum NL  | Uitzenddatum BE |
| 10. Dirt Nap | Matt Olmstead & Seth Hoffman  | Michael Switzer  | 21 januari 2008   | 4 november 2008  | 13 april 2008   |
| Mahone, Whistler en Michael zijn volop bezig met de voorbereiding van de ontsnapping. Lechero en T-Bag zorgen ervoor dat Bellick de nieuwe leider van Sona doodt, maar zijn aceton is op en hij lijkt het gevecht te verliezen. Totdat zijn tegenstander wordt opgeroepen om Michael Scofield en zijn geheime verblijfplaats (waar ze aan het uitbreken zijn) te veroveren. Door een slimme zet van Michael stort het boeltje in en zijn de nieuwe leider van Sona en zijn mannen dood. Lechero neemt de leiding terug over, terwijl Bellick ook mee gaat ontsnappen. Buiten Sona zoekt Lincoln een bom om de auto van Susan B. op te blazen. Sucre gaat deze bom in haar auto leggen, maar wordt tegelijkertijd bedrogen door Susan B. Zij dwingt Sucre te gehoorzamen of het hoofd van Maricruz zal ook in een doos worden geleverd. Titelverklaring "Dirt Nap" is een bekende Amerikaanse uitdrukking voor iemand die het loodje legt, in deze aflevering slaat dat op Sammy. |                               |                  |                   |                  |                 |
| Aflevering | Schrijver                     | Regie            | Uitzenddatum VS   | Uitzenddatum NL  | Uitzenddatum BE |
| 11. Under and Out | Zack Estrin                   | Greg Yaitanes    | 4 februari 2008   | 11 november 2008 | 20 april 2008   |
| Michael vertelt zijn vluchtcohorten dat zij 24 uur hebben om de tunnel opnieuw uit te graven - en het vergde drie dagen de eerste keer. Hij heeft nog geen idee hoe hen rond de wachten te krijgen. De anderen zijn niet gelukkig. Later vertelt T-Bag aan de anderen dat de laatste keer dat zij uitbraken, Michael het had verpest. Plotseling drupt er water in de tunnel. Het regent - en een sinkhole begint zich te vormen. De grond zal niet tot morgen houden. Nu, vanavond, weggaan vormt hun enige kans. Tijd om te ontsnappen. En dan zet T-Bag een mes aan de keel van Whistler - of de T-Bag, Lechero en Bellick gaan er eerst uit, of ze doden Whistler. Michael wordt gedwongen om akkoord te gaan. Mahone besluit om bij de achterste groep te blijven - hij heeft geleerd om zijn rug niet naar Micheal te draaien. Linc kan de kabeldoos niet bereiken, dus steelt hij een bus en ramt de elektriciteitspaal. De lichten gaan uit. Michael begint af te tellen vanaf dertig seconden, nu moeten ze ontsnappen. Klik hier voor de Engelse beschrijving van Fox.com |                               |                  |                   |                  |                 |
| Aflevering | Schrijver                     | Regie            | Uitzenddatum VS   | Uitzenddatum NL  | Uitzenddatum BE |
| 12. Hell Or High Water | Nick Santora                  | Kevin Hooks      | 11 februari 2008  | 18 november 2008 | 20 april 2008   |
| Lechero, T-Bag en Bellick wagen het er op; Michael houdt Whistler, McGrady en Mahone achter. De lichten knallen terug na enkel vijftien seconden; dit was al deel van Michaels plan. Lechero probeert nog om voor vrijheid te lopen, maar wordt neergeschoten. Het trio wordt gedwongen om de generaals Sojo en Mestas de tunnel te tonen. Aangezien zij op het punt staan de tunnel via de ruimte van Lechero in te kruipen, leidt Michael Whistler, Mahone en McGrady uit het "No man's land". Al snel worden ze achtervolgd door Sojo en een groep soldaten. Mahone probeert weg te komen, maar Lincoln, vol van wraak, richt een wapen op hem. Mahone zegt dat hij moest kiezen tussen Lincons familie of zijn familie. Lincoln staat op het punt de trekker over te halen, wanneer Whistler gebruikmaakt van deze afleiding om ertussenuit te knijpen. Vervolgens gebruikt ook Mahone die afleiding en vlucht. Whistler steelt een wagen en laat Lincoln en Michael achter in zijn stof. Geen Whistler bij uitwisseling, en Susan op komst, wat moeten ze nu gaan doen...? |                               |                  |                   |                  |                 |
| Aflevering | Schrijver                     | Regie            | Uitzenddatum VS   | Uitzenddatum NL  | Uitzenddatum BE |
| 13. The Art of the Deal | Matt Olmstead & Seth Hoffman  | Nelson McCormick | 18 februari 2008  | 25 november 2008 | 27 april 2008   |
| Whistler probeert weg te komen, maar Lincoln en Michael volgen en pakken hem. Michael laat Susan naar een antiekmuseum komen voor de uitwisseling. Hierdoor kan zij geen wapens mee nemen. Als de uitwisseling heeft plaatsgevonden, laat Michael het alarm afgaan waardoor ze allemaal ongedeerd naar buiten komen. Ondertussen wordt de auto van Luis' vader onderzocht, maar ze vinden Luis niet. Daarna is Luis weer bij zijn familie. Bij Sona moet Sucre vertellen waar Michael is, hij vertikt dit echter en daarom laten ze hem zijn eigen graf graven, ondertussen neemt T-Bag de macht over in Sona en vermoordt hij Lechero. Sucre wordt bijna levend begraven, maar hij blijft zwijgen, zelf wanneer hij een telefoontje krijgt van Michael. Daarna moet Sucre Sona in. Bij de diefstalcontrole voor het antiekmuseum wordt Whistler aangehouden, Susan laat haar mannen ingrijpen, maar deze schieten per ongeluk op Sofia. LJ blijft bij haar. Susan en Whistler gaan ervandoor. Ondertussen zit de gevluchte Mahone in een bar te wachten op Whistler, Mahone sluit zich aan bij Susan en Whistler. Ondertussen gaan Michael en Lincoln naar het appartement van Whistler en vinden het koffertje, dit had Sofia aan LJ verteld die het verder vertelde aan Michael en Lincoln. Michael wil graag wraak nemen op Gretchen (Susan). Lincoln wil dit niet, ze gaan uit elkaar. |                               |                  |                   |                  |                 |

## Achtergronden
- De eerste aflevering van het derde seizoen was in de VS de slechtst bekeken eerste aflevering van Prison Break van alle drie de seizoenen. Het kijkersaantal bedroeg 7,41 miljoen.
- Sara Tancredi is in de eerste paar afleveringen maar zeer weinig te zien omdat ze gespeeld is door een andere actrice. Sarah Wayne Callies is namelijk zwanger en is daardoor niet in staat de rol te spelen. In aflevering vier werd ze alsnog uit de serie geschreven (zie afleveringsbeschrijving van de episodes 3 en 4).